# البطولة الوطنية التونسية 1983–84
الدوري التونسي لكرة القدم 1983-1984 هو الموسم رقم 29 من الرابطة التونسية المحترفة الأولى لكرة القدم. أفضل 16 ناديا تونسيا يلعبون فيما بينهم ذهابا وإيابا.

فاز بهذا الموسم النادي البنزرتي، وجاء ثانيا الملعب التونسي وثالثا النجم الرياضي الساحلي.